# Аландская экспедиция (1918)
Аландская экспедиция (швед. Ålandsexpeditionen, 22 февраля — 16 мая 1918) — оккупация Аландских островов Швецией во время Гражданской войны в Финляндии.

## Предыстория
До Первой мировой войны Аландские острова входили в состав Российской империи, на них имелись береговые укрепления и размещались военные гарнизоны. В 1917 году в России произошла Октябрьская революция, а 6 декабря 1917 года состоялось провозглашение независимости Финляндии. Уже в январе 1918 года в Финляндии началась гражданская война.
В начале февраля в городе Усикаупунки (неподалёку от Турку) собрался большой отряд шюцкоровцев (порядка 600 человек). Из-за нехватки оружия и плохого знания обстановки они не смогли пробиться к белым в Похьойс-Сатакунта, и командиры решили переправить отряд на Аландские острова, где можно было разоружить русские войска, погрузиться на суда и отправиться на север. В расчёте на то, что в результате действий шюцкора на Аландских островах вспыхнет народное восстание, находящиеся в Стокгольме финны начали собирать оружие и снаряжение, чтобы перебросить его усикаупункискому шюцкору.

## Ход событий
13 февраля шюцкоровцы под командованием капитана Фабрициуса высадились на Аландах и быстро разоружили как отдельные русские части, так и несколько гарнизонов береговых укреплений. Из Стокгольма на Аланды вышел зафрахтованный финнами пароход «Херо» с добровольцами, оружием и боеприпасами. Однако в самом начале пути пароход был остановлен шведскими властями, так как правительство Швеции решило отправить на Аландские острова свой собственный экспедиционный корпус «для пресечения насилия над жителями».
15 февраля около Эккерё встали на якорь три шведских военных судна. Шведский офицер высадился на берег, чтобы убедить обе противоборствующие стороны покинуть Аландские острова. Белые финны ошибочно предположили, что шведы прибыли, чтобы присоединиться к ним. Воодушевленные этим, белые финны заняли артиллерийские батареи в Боксё и Саггё, но вместо того, чтобы поддержать их, шведы начали переговоры с русскими. Вскоре оказалось, что к этому моменту между шюцкором и русскими войсками было заключено перемирие для обмена военнопленными; в свете новых обстоятельств перемирие было продлено.
Вскоре белофинны получили сообщение, что из Турку в сторону островов направился ледокол «Муртая» с красногвардейцами на борту. В тот же день белые атаковали и взяли деревни Годби в Финстрёме и Гёльби в Йомале, но советские войска смогли удержать деревню Гёльби и артиллерийский форт Солис. Капитан Фабрициус посчитал соглашение нарушенным, и 17 февраля шюцкор атаковал гарнизон в Годбю, вынудив русскую часть сложить оружие. 19 февраля шюцкоровцам удалось отбить атаку красногвардейцев и русских частей, прибывших из Турку. Это было единственным сражением в  Гражданской войне в Финляндии, которое состоялось на Аландских островах.
В Стокгольме посчитали эти события агрессией против населения Аландских островов и начали оказывать сильное давление на шюцкоровцев. Не имея связи со Ставкой, капитан Фабрициус, получив от шведов ложную информацию, 21 февраля подписал «договор о сотрудничестве», в соответствии с которым шюцкоровцы должны были сдать шведам всё оружие, покинуть Аландские острова, добраться на шведских кораблях до Стокгольма и вернуться в Финляндию через Хапаранду, где шюцкор мог бы получить своё оружие обратно. Также, 19 февраля HSwMS Sverige и Oscar II с ротой Ваксхольмского полка береговой артиллерии высадились на Аландские острова, чтобы оказать давление на Советы и заставить их покинуть острова. Центральный комитет Балтийского флота по-прежнему пытался избежать вооруженного конфликта, и 22 февраля политический представитель Вацлав Воровский заявил, что советские войска готовы покинуть Аландские острова. Через день был отдан приказ о разоружении, и финский ледокол «Муртая» доставил 300 большевиков и финских красногвардейцев в Турку. 22 февраля на Аландских островах высадился шведский оккупационный корпус, а 27 февраля шведы взяли под контроль Мариехамн, крупнейший город Аландских островов. Ко 2 марта шведы контролировали все острова, хотя на них все еще находилось до 1200 разоруженных русских солдат.

## Итоги и последствия
Вскоре началась германская интервенция в Финляндию, и 5 марта на Аландских островах высадились передовые германские части, разоружившие последние остававшиеся там русские войска. У шведов исчезла причина для присутствия на островах, но они и не думали выводить войска. Для подтверждения того, что Аландские острова остаются в составе Финляндии, Маннергейм отправил туда в качестве военного губернатора полковника фон Бонсдорфа.
Шведские войска покинули Аландские острова 16 мая 1918 года.